# 科爾達縣
科爾達縣是印度的一個縣，位於該國東部，由奧里薩邦負責管轄，面積2,887平方公里，每年平均降雨量1,443毫米，識字率為80.19%，2001年人口1,877,395，人口密度每平方公里650人。

## 外部連結
- 官方网站